# Malformations congénitales du pancréas

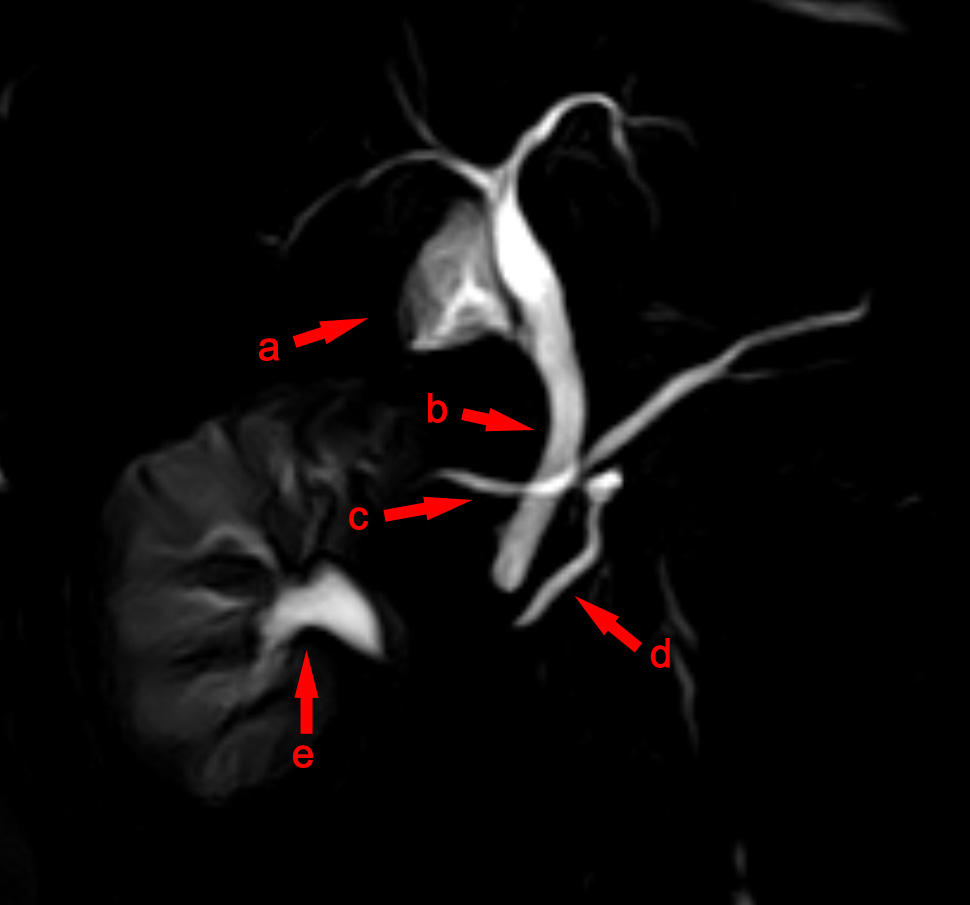
Pancréas divisum en cholangio-IRM.

Les malformations congénitales du pancréas sont peu nombreuses et principalement expliquées par la coexistence de plusieurs ébauches pancréatiques au cours du développement embryologique.
On distingue ainsi :
- Pancréas divisum
- Pancréas annulaire
- Hétérotopie pancréatique (duodénum, intestin grêle, estomac…)
- Agénésie du pancréas dorsal (agénésie corporéocaudale)
- Anomalies de la jonction bilio-pancréatique : canal commun long, absence de canal commun.